# Sobiesiernie (województwo kujawsko-pomorskie)
Sobiesiernie – osada w Polsce położona w województwie kujawsko-pomorskim, w powiecie inowrocławskim, w gminie Dąbrowa Biskupia.

## Podział administracyjny
W latach 1975–1998 miejscowość położona była w województwie bydgoskim.

## Demografia
Według Narodowego Spisu Powszechnego (III 2011 r.) osada liczyła 218 mieszkańców. Jest dziewiątą co do wielkości miejscowością gminy Dąbrowa Biskupia.

## Zabytki
Według rejestru zabytków NID na listę zabytków wpisany jest zespół dworski z ok. 1910, nr rej.: A/399/1-2 z 21.02.1994: dwór i park.

## Kultura
Niektórzy mieszkańcy wsi należą do zespołu folklorystycznego Radojewiczanie.